# 香根草属
香根草属（学名：Vetiveria）是禾本科下的一个属，为多年生高大草本植物。该属共有约7种，分布于东半球的热带地区。